# Gobernador Gregores
Gobernador Gregores är en kommunhuvudort i Argentina.   Den ligger i provinsen Santa Cruz, i den södra delen av landet, 1 900 km sydväst om huvudstaden Buenos Aires. Gobernador Gregores ligger 289 meter över havet och antalet invånare är 2 519.
Terrängen runt Gobernador Gregores är platt söderut, men norrut är den kuperad. Gobernador Gregores ligger nere i en dal. Trakten runt Gobernador Gregores är nära nog obefolkad, med mindre än två invånare per kvadratkilometer..
Omgivningarna runt Gobernador Gregores är i huvudsak ett öppet busklandskap.